# Non siamo soli (Eros Ramazzotti e Ricky Martin)
Non siamo soli è un singolo di Eros Ramazzotti in duetto con il cantante portoricano Ricky Martin.

## Descrizione
La canzone è il primo singolo estratto dal greatest hits di Eros Ramazzotti, e². Per la prima e unica volta nella sua carriera Ricky Martin ha cantato in lingua italiana.
Del brano esiste anche la versione in lingua spagnola, No estamos solos, dedicata esclusivamente al mercato spagnolo.
Il video di Non siamo soli  è stato girato dal regista Wayne Isham, e le riprese sono state fatte a Miami Beach, Florida nell'agosto 2007.
Il brano ha debuttato nella classifica dei singoli più venduti in Italia direttamente al primo posto ed ha ottenuto ottimi risultati anche in Grecia, Spagna, Svizzera e Ungheria. In Italia è entrato anche al numero uno dei più trasmessi in radio.

## Tracce
1. Non siamo soli - 3:44
2. No estamos solos (Spanish Version) - 3:44
3. Una storia importante (Remix)

## Classifiche
| Chart (2006)                     | Peak position |
| -------------------------------- | ------------- |
| Argentina Singles Chart          | 14            |
| Austrian Singles Chart           | 45            |
| Belgium (Wallonia) Singles Chart | 15            |
| Bulgaria Singles Chart           | 13            |
| Germany Singles Chart            | 32            |
| Greece Singles Chart             | 3             |
| Italian Singles Top 50           | 1             |
| Mexico Singles Chart             | 19            |
| Poland Singles Chart             | 52            |
| Portugal Singles Chart           | 38            |
| Spain Singles Chart              | 2             |
| Swiss Singles Chart              | 3             |
| U.S Billboard Hot Latin Songs    | 21            |
| U.S Billboard Latin Pop Airplay  | 5             |